# ERP (moc)
ERP (ang. Effective Radiated Power, efektywna moc wypromieniowana) – stosowana przy obliczeniach mocy wyjściowej nadajnika względem anteny dipolowej. Wartość ta jest istotna np. przy obliczeniach parametrów sieci WLAN.
ERP wyrażana jest w jednostkach dBd i obliczana ze wzoru:
{\displaystyle {\text{ERP}}\,[{\text{dBd}}]=10\log _{10}\left[{\frac {P\,[{\text{mW}}]}{1\,{\text{mW}}}}\right],}
gdzie {\displaystyle P} – moc wypromieniowana.
Ze względu na to, że zysk energetyczny anteny wyrażony w dBi jest o 2,15 dB większy niż zysk anteny wyrażony w dBd, to:
{\displaystyle {\text{ERP}}\,={\text{EIRP}}-2{,}15.}
Dla instalacji nadawczej złożonej z nadajnika, linii zasilającej i anteny, ERP można obliczyć ze wzoru:
{\displaystyle {\text{ERP}}=P-T_{k}+G_{d},}
gdzie:
{\displaystyle {\text{ERP}}} i {\displaystyle P} – moc nadajnika podana w dBm,
{\displaystyle T_{k}} – tłumienność kabla, w dB/m,
{\displaystyle G_{d}} – zysk anteny w stosunku do anteny dipolowej, w dBd.

## Przykłady
Przykładowo dla wypromieniowanej mocy o wartości 100 mW ERP wynosi:
{\displaystyle {\text{ERP}}=10\log _{10}\left[{\frac {100\,{\text{mW}}}{1\,{\text{mW}}}}\right]=10\log _{10}(100)=10\cdot 2=20\,{\text{dBd}}}
Dla nadajnika o mocy 1 mW podłączonego bez strat do anteny dipolowej ERP wynosi 0 dBm. Dla rzeczywistych układów nadawczych, aby obliczyć ERP tego układu, należy jeszcze uwzględnić straty wnoszone przez tor nadawczy i zysk anteny.
Dla nadajnika o mocy 50 mW podłączonego do anteny o zysku 12 dBd, przewodem o tłumienności 0,55 dB/m i o długości 18 metrów efektywna moc wypromieniowana wynosi:
{\displaystyle {\text{ERP}}=10\log _{10}\left[{\frac {50\,{\text{mW}}}{1\,{\text{mW}}}}\right]-18\cdot 0{,}55+12=10\cdot 1{,}7-9{,}9+12=19{,}1\,{\text{dBm}}.}